# Darazac
Darazac é uma comuna francesa na região administrativa da Nova Aquitânia, no departamento de Corrèze. Estende-se por uma área de 14,55 km². Em 2010 a comuna tinha 142 habitantes (densidade: 9,8 hab./km²).